# Guilherme Frederico de Württemberg
Guilherme Frederico de Württemberg (Guilherme Frederico Filipe de Württemberg; em alemão: Wilhelm Friedrich Philipp von Württemberg), (27 de dezembro de 1761 - 10 de agosto de 1830) foi um duque da Casa de Württemberg e ministro de guerra.

## Família
Guilherme Frederico foi o quinto filho do duque Frederico II Eugénio, Duque de Württemberg e da marquesa Frederica de Brandemburgo-Schwedt. Entre os seus irmãos estavam o rei Frederico I de Württemberg, a duquesa Sofia Doroteia de Württemberg, esposa do czar Paulo I da Rússia e a duquesa Isabel de Württemberg, esposa do imperador Francisco I da Áustria. Os seus avós paternos eram o duque Carlos Alexandre de Württemberg e a princesa Maria Augusta de Thurn e Taxis. Os seus avós maternos eram o marquês Frederico Guilherme de Brandemburgo-Schwedt e a princesa Sofia Doroteia da Prússia.

## Vida
Em 1779, Guilherme juntou-se ao exército real dinamarquês e subiu rapidamente no seu ranking. Em 1781 já comandava o seu próprio regimento, sendo promovido a general-major em 1783, altura em que se mudou para os guardas dinamarqueses, sendo promovido a general-tenente em 1795. Em 1801, tornou-se governador de Copenhaga e, mais tarde nesse ano, enfrentou a Batalha de Copenhaga nessa função.
Em 1806, Guilherme pagou 10,000 taleres para deixar o exército dinamarquês. O seu irmão Frederico tinha acabado de se tornar rei de Württemberg e escolheu-o para ser o seu ministro de guerra, promovendo-o a marechal-de-campo. Entre 1810 e 1821, Guilherme viveu temporariamente na sua mansão em Hirrlingen, perto de Rotemburgo, mas passava mais tempo no Schloss Stetten em Remstal, A 29 de junho de 1811, escolheu Freiherr Friedrich von Phull para ser seu vice-presidente no departamento de guerra e acabaria por ser ele a exercer o verdadeiro poder, ainda que Guilherme tenha permanecido na posição de ministro até 1815.
Em 1815, quando deixou a sua posição, Guilherme passou a estudar ciência e exerceu a profissão de médico com êxito. Em 1817, a Universidade de Tubinga ofereceu-lhe uma licenciatura honorária em medicina. Como membro da casa real de Württemberg, Guilherme também tinha um lugar no parlamento do reino que manteve desde 1819 até à sua morte em 1830.

## Casamento e descendência
A 23 de agosto de 1800, Guilherme casou-se em Coswig com uma das damas-de-companhia da sua mãe, Guilhermina de Tunderfeld-Rodis, filha do barão Carlos Augusto Guilherme de Tunderfeld-Rodis que pertencia a uma família militar sueca com origens no Báltico. Visto que este foi um casamento morganático, Guilherme teve de renunciar aos seus direitos de sucessão a 1 de agosto de 1801.
O casal teve seis filhos, três dos quais chegaram à idade adulta:
- Alexandre de Württemberg (5 de novembro de [801 - 7 de julho de 1844), poeta; casado com a condessa Helena de Festetics, uma nobre húngara; com descendência.
- Augusto de Württemberg (1805-1808), morreu com cerca de três anos de idade.
- Guilherme de Württemberg (6 de julho de 1810 - 17 de julho de 1869), casado primeiro com a princesa Teodolinda de Leuchtenberg; com descendência. Casado depois com a princesa Florestina do Mónaco; com descendência.
- Frederico Augusto de Württemberg (30 de novembro de 1811 - 12 de novembro de 1812), morreu com quase um ano de idade.
- Francisco de Württemberg (6 de fevereiro de 1814 - 21 de janeiro de 1824), morreu aos dez anos de idade.
- Marie de Württemberg (29 de maio de 1815 - 31 de dezembro de 1866), casada com o conde Guilherme de Taubenheim; com descendência.